# Mérillac
Mérillac é uma comuna francesa na região administrativa da Bretanha, no departamento Côtes-d'Armor. Estende-se por uma área de 14,05 km². Em 2010 a comuna tinha 235 habitantes (densidade: 16,7 hab./km²).